# Mujeres Sacerdotes Católicas Romanas
Mujeres Sacerdotes Católicas Romanas (MSCR) es una organización internacional independiente que afirma tener una conexión con la Iglesia católica. Es descendiente de las Siete del Danubio, un grupo de mujeres que afirman que fueron ordenadas como  sacerdotes en 2002 por Rómulo Antonio Braschi, antes de ser excomulgadas por la Santa Sede, y su solicitud de revocación de la excomunión denegada, en el decreto sobre el intento de ordenación de algunas mujeres católicas. Según un libro publicado por la organización, «Las mujeres encuentran un camino: el movimiento y las historias de las sacerdotisas católicas romanas», al menos otros dos obispos anónimos participaron en la ordenación. Además, el decreto considera que estos obispos están en regla, y SMCR dice que los obispos actuaron en su sucesión apostólica.
En 2007, la Congregación para la Doctrina de la Fe de la curia romana, con la autorización del papa Benedicto XVI, decretó la pena de  excomunión automática contra cualquiera «que intente conferir un orden sagrado sobre una mujer, y la mujer que intenta recibir una orden sagrada».

## Misión organizacional
La misión proclamada de las Mujeres Mujeres Católicas Romanas de América del Norte es:

...preparar espiritualmente,  ordenar, y apoyar a mujeres y hombres de todos los estados de vida, que están  teológicamente calificados, que están comprometidos con un modelo inclusivo de Iglesia, y que son llamados por el Espíritu Santo y sus comunidades para ministrar dentro de la Iglesia Católica Romana.

La organización ha patrocinado numerosas ceremonias de ordenación de mujeres; en respuesta, la Iglesia Católica Romana ha excomulgado o amenazado con la excomunión de todos los involucrados.
SCR disiente de lo que llama mitos o conceptos erróneos sobre el papel de las mujeres en la Iglesia Católica y sobre la exclusión de las mujeres de las órdenes sagradas. Menciona el caso de Ludmila Javorová, una mujer checa que trabajó en la iglesia clandestina durante la Guerra Fría y dijo que fue secretamente ordenada como presbítera, como un ejemplo de ordenación femenina en la era moderna.
En respuesta a preguntas de legitimidad y si las ordenaciones son válidas o reconocidas por el Vaticano, MSCR declara:

El grupo "Mujeres Sacerdotes RC" recibe su autoridad de los obispos católicos romanos que están en plena Sucesión Apostólica. Estos obispos otorgaron ordenaciones sacramentalmente válidas a las mujeres enumeradas anteriormente. Todos los documentos relacionados con estas ordenaciones han sido autenticados y notarizados. Todas las actas de las ordenaciones, incluidos los datos sobre las personas, la sucesión apostólica y los rituales, junto con las películas y las fotos, se depositan en un notario público.

Su sitio web afirma que "Nuestras mujeres ordenadas pueden ser casadas o solteras, hetero u homosexuales, algunas son abuelas, algunas están divorciadas y sus matrimonios han sido anulados: de hecho somos una muestra representativa de la comunidad cristiana en nuestro estilo de vida."

## Respuesta de la Iglesia católica
La ley canónica de la Iglesia católica prohíbe ordenación de mujeres, afirmando que "Un varón bautizado (vir) solo recibe sagrado ordenación válidamente". La Iglesia enseña esto no como una cuestión de disciplina cambiante, sino de constitución divina que no puede alterar. Juan Pablo II escribió en su carta eclesiástica Ordinatio sacerdotalis del 22 de mayo de 1994: "Declaramos que la Iglesia no tiene autoridad alguna para conferir la ordenación sacerdotal a mujeres y que este juicio debe ser llevado a cabo por todos los fieles de la Iglesia". Por lo tanto, según la Iglesia católica, la ordenación de una mujer al sacerdocio, incluso si la lleva a cabo un obispo católico acreditado, es inválida, es decir, sin efecto alguno.

## En la cultura popular
La película  Pink Smoke over the Vatican  documenta a las mujeres sacerdotes, incluidas las Mujeres Sacerdotes Católicas Romanas.